# Бекишев, Юрий Викторович
Юрий Викторович Бекишев (5 августа 1965, Каменск-Уральский) — советский и российский спортсмен, мастер спорта международного класса СССР по карате, 5 дан каратэ кёкусинкай, боец профессиональных боев «Рингс», чемпион Европы по каратэ кёкусинкай.

## Биография
Пятикратный чемпион СССР по карате, занимается каратэ кёкусинкай с 1991 года.
В 2001 году прошёл экзамен на 2 дан, а в 2010 году на 3 дан.

## Статистика в профессиональном ММА
| Боёв 7   | Побед 2 | Поражений 5 |
| -------- | ------- | ----------- |
| Нокаутом | 2       | 1           |
| Сдачей   | 0       | 2           |
| Решением | 0       | 2           |

| Результат | Рекорд | Соперник             | Способ                     | Турнир                             | Дата            | Раунд | Время | Место                 | Примечание |
| --------- | ------ | -------------------- | -------------------------- | ---------------------------------- | --------------- | ----- | ----- | --------------------- | ---------- |
| Победа    | 2–5    | Хиромицу Канехара    | TKO                        | Rings Russia: CIS vs. The World    | 20 августа 2005 | 1     | 0:00  | Екатеринбург, Россия  |            |
| Поражение | 1–5    | Валентин Голубовский | Решение судей              | Rings Lithuania: Bushido Rings 2   | 8 мая 2001      | 2     | 0:00  | Вильнюс, Литва        |            |
| Поражение | 1–4    | Джереми Хорн         | Сдача (треугольник руками) | Rings: World Title Series 5        | 20 апреля 2001  | 1     | 0:50  | Канагава, Япония      |            |
| Поражение | 1–3    | Эмиль Кристев        | Решение судей              | Rings Russia: Russia vs. Bulgaria  | 6 апреля 2001   | 1     | 10:00 | Екатеринбург, Россия  |            |
| Победа    | 1–2    | Крис Хейзмен         | KO (удар рукой)            | Rings Russia: Russia vs. The World | 20 мая 2000     | 1     | 2:30  | Екатеринбург, Россия  |            |
| Поражение | 0–2    | Боб Схрейбер         | TKO                        | Rings Russia: Russia vs. Holland   | 25 апреля 1998  | 1     | 3:01  | Екатеринбург, Россия  |            |
| Поражение | 0–1    | Питер Дейкман        | Сдача (удушение сзади)     | Rings Holland: The Final Challenge | 2 февраля 1997  | 1     | 2:25  | Амстердам, Нидерланды |            |